# Carlo Tuzii
Carlo Tuzii (Roma, 21 maggio 1931 – Roma, 24 marzo 2000) è stato un regista, sceneggiatore, produttore televisivo e produttore cinematografico italiano.

## Biografia
Ha cominciato la sua carriera in Rai, entrando dopo aver vinto il concorso nel 1956.
Nel 1966 lascia la Rai e fonda la propria società di produzione Pont Royal Film Tv.
Il primo film da lui prodotto e diretto è Ciao Gulliver (1970) con Lucia Bosè, Sydne Rome, Enrico Maria Salerno e Antonello Campodifiori.
Nel 1967 il documentario Amen vince il premio al festival internazionale del cinema di Venezia.
Nel 1972 dirige Tutte le domeniche mattina unico film interpretato da Sergio Endrigo che parteciperà al festival del cinema di Venezia di quell'anno.
In seguito sarà fra i primi creatori di video musicali: i Pooh, Raffaella Carrà, Gianni Togni, Umberto Tozzi e altri per la Sugar di Caterina Caselli.
Alternerà la sua carriera di produttore per esempio di Edith Bruck (Improvviso) e Faliero Rosati (Il momento dell'avventura) con quella di regista La gabbia con Miguel Bosé e dal 1977 una lunga collaborazione con Vittorio Gassman con cui realizzerà Gassman all'asta e Affabulazione da Pier Paolo Pasolini.
Nel 1986 il film da lui prodotto per la regia di Francesco Maselli Storia d'amore consacrerà Valeria Golino al Festival del cinema di Venezia come miglior attrice esordiente e il film vincerà il premio speciale della giuria.
L'anno successivo è la volta di Barbablù, Barbablù, regia di Fabio Carpi, con protagonista Sir John Gielgud e un cast internazionale.
Ha diretto il filmato del brano Ideomatic dei Rockets, girato a Roma nel mese di novembre del 1981.

## Filmografia
- Ciao Gulliver (1971)
- Tutte le domeniche mattina (1972)
- Le avventure di Calandrino e Buffalmacco (1975)
- Un po' del nostro tempo migliore (1975)
- L'uomo dei venti (1975)
- Le cinque stagioni (1976)
- La gabbia (1977)
- Improvviso (1979)
- Venezia ultima serata di carnevale (1980)
- Questo incerto sentimento di J. B. Priestley (1981)
- Il delitto Martirano (1981)
- Lighea, adattamento della Sirena di Giuseppe Tomasi di Lampedusa, episodio di Dieci registi italiani, dieci racconti italiani (1983)
- Storia d'amore (1986)
- Barbablù, Barbablù (1987)
- L'altro enigma (1988)
- Marco e Laura dieci anni fa (1989)